# DD Canum Venaticorum
DD Canum Venaticorum (DD CVn / HD 108100 / HIP 60571) es una estrella variable en la constelación de Canes Venatici de magnitud aparente media +7,14. Se encuentra a 270 años luz de distancia del sistema solar.
DD Canum Venaticorum es una estrella de la secuencia principal de tipo F2V.
Tiene una temperatura efectiva de 6850 K y brilla con una luminosidad 6,5 veces mayor que la luminosidad solar.
Su radio es un 70% más grande que el radio solar.
Muestra una abundancia relativa de hierro, medida indirecta de la metalicidad, inferior a la solar en un 27%.
Su masa aproximada es un 40% mayor que la del Sol y su edad se estima en 1600 millones de años.
Aunque existe cierta controversia en cuanto a la duplicidad de DD Canum Venaticorum, en general se la considera una binaria espectroscópica, en donde las respectivas velocidades de rotación proyectadas son 13 y 65 km/s.
DD Canum Venaticorum es una variable Gamma Doradus, semejante a γ Doradus —prototipo del grupo— o a QW Puppis, con un período de 0,7541 días.
Se piensa que en estas estrellas la variabilidad proviene de pulsaciones no radiales de su superficie.